# Offshore Technology Conference
La Offshore Technology Conference (OTC, "Conferenza della Tecnologia Marina" in italiano), è una delle principali conferenze e fiere nel settore delle risorse energetiche off-shore, principalmente petrolio, a livello mondiale.

## Storia
La prima edizione risale al 1969 e viene ripetuta la prima settimana di maggio a cadenza annuale presso il Reliant Park di Houston, nello stato del Texas, Stati Uniti d'America.
È tra le manifestazioni più grandi tenute negli Stati Uniti e indubbiamente la più importante al mondo nel settore Oil & Gas. Nel 2012 si sono registrati 89'400 visitatori e 2'519 esibitori, con 289 pubblicazioni.
La OTC è sponsorizzata da 13 associazioni industriali:
- American Association of Petroleum Geologists (AAPG)
- American Institute of Chemical Engineers (AIChE)
- American Institute of Mining, Metallurgical, and Petroleum Engineers (AIME)
- American Society of Civil Engineers (ASCE)
- American Society of Mechanical Engineers (ASME)
- Institute of Electrical and Electronics Engineers (IEEE)
- Brazilian Petroleum, Gas and Biofuels Institute (IBP)
- Marine Technology Society (MTS)
- Society of Exploration Geophysicists (SEG)
- Society for Mining, Metallurgy, and Exploration Inc. (SME)
- Society of Naval Architects and Marine Engineers (SNAME)
- Society of Petroleum Engineers (SPE)
- Minerals, Metals, and Materials Society (TMS)

## Pubblicazioni
Le pubblicazioni di questo convegno sono importanti opere di riferimento nei settori dell'ingegneria off-shore e dell'industria petrolifera in generale. Questi atti sono pubblicati da tecnici e scienziati provenienti da università, istituti di ricerca pubblici, compagnie petrolifere e di servizio.